# Gesneriinae
Sous-tribu
Les Gesneriinae est une sous-tribu de plantes à fleurs de la famille des Gesneriaceae, de la sous-famille des Gesnerioideae et de la tribu des Gesnerieae.
Le genre type de la sous-famille est Gesneria L.

## Liste des genres
Bellonia – Gesneria – Pheidonocarpa – Rhytidophyllum

## Publication originale
- Örsted A.S., 1858. Centralamericas Gesneraceer, et systematisk, plantegeographisk Bidrag til Centralamericas Flora. 78 pp., 11 tt. Trykt i Bianco Lunos Bogtrykkeri ved F. S. Muhle, Kjöbenhavn [Copenhagen]. Google Books [Preprinted from Kongelige Danske Videnskabernes Selskabs Skrifter. Naturvidenskabelig og Mathematiske Afdeling, Ser. 5, 5: 75–152, tt. 1–11. 1861.] page. : 10.